# Podomyrma nuda
Podomyrma nuda é uma espécie de formiga do gênero Podomyrma, pertencente à subfamília Myrmicinae.